# Férfi 4 × 100 méteres váltófutás a 2020. évi nyári olimpiai játékokon
A 2020. évi nyári olimpiai játékokon az atlétika férfi 4 × 100 méteres váltófutás versenyszámát 2021. augusztus 5–6. között rendezték a tokiói olimpiai stadionban. Az aranyérmet az olasz csapat nyerte.
Az ezüstérmet a brit csapat szerezte meg, de a döntő után Chijindu Ujah szervezetében tiltott anyag jelenlétét mutatták ki, emiatt ideiglenesen felfüggesztették. Szeptemberben a B-teszt is megerősítette az első teszt eredményét. 2022 februárjában a nemzetközi Sportdöntőbíróság (CAS) döntése alapján a brit váltót megfosztották az ezüstérmétől. A második helyen Kanada, a harmadikon Kína végzett.

## Rekordok
A versenyt megelőzően a következő rekordok voltak érvényben:
| Világrekord     | Jamaica (JAM) · Nesta Carter, Michael Frater, Yohan Blake, Usain Bolt | 36,84 | London, Egyesült Királyság | 2012. augusztus 11. |
| Olimpiai rekord | Jamaica (JAM) · Nesta Carter, Michael Frater, Yohan Blake, Usain Bolt | 36,84 | London, Egyesült Királyság | 2012. augusztus 11. |

## Eredmények
Az időeredmények másodpercben értendők. A rövidítések jelentése a következő:
| - WR: világrekord - WL: a szezon legjobb ideje a világon - OR: olimpiai rekord - AR: kontinens rekord - NR: országos rekord | - PB: egyéni legjobb eredménye - SB: 2021-ben az addigi legjobb eredménye - DNS: nem indult a futamon - DNF: nem ért célba |

### Előfutamok
Minden előfutam első három helyezettje automatikusan a döntőbe jutott. Az összesített eredmények alapján további két csapat jutott a döntőbe.
1. előfutam
| H  | Pálya | Nemzet                        | Versenyzők                                                                            | Reakcióidő | E     | Mj    |
| -- | ----- | ----------------------------- | ------------------------------------------------------------------------------------- | ---------- | ----- | ----- |
| 1. | 5     | Jamaica (JAM)                 | Jevaughn Minzie, Julian Forte, Yohan Blake, Oblique Seville                           | ,146       | 37,82 | Q, WL |
| 2. | 3     | Nagy-Britannia (GBR)          | Chijindu Ujah, Zharnel Hughes, Richard Kilty, Nethaneel Mitchell-Blake                | ,152       | 38,02 | Q, SB |
| 3. | 4     | Japán (JPN)                   | Tada Suhei, Jamagata Rjóta, Kirjú Josihide, Koike Juki                                | ,147       | 38,16 | Q, SB |
| 4. | 9     | Franciaország (FRA)           | Mouhamadou Fall, Jimmy Vicaut, Méba-Mickaël Zeze, Ryan Zeze                           | ,156       | 38,18 | SB    |
| 5. | 2     | Brazília (BRA)                | Rodrigo do Nascimento, Felipe Bardi dos Santos, Derick Silva, Paulo André de Oliveira | ,140       | 38,34 | SB    |
| 6. | 8     | Trinidad és Tobago (TTO)      | Kion Benjamin, Eric Harrison Jr,, Akanni Hislop, Richard Thompson                     | ,150       | 38,63 | SB    |
|    | 6     | Hollandia (NED)               | Joris van Gool, Taymir Burnet, Chris Garia, Churandy Martina                          | ,146       |       | DNF   |
|    | 7     | Dél-afrikai Köztársaság (RSA) | Clarence Munyai, Shaun Maswanganyi, Chederick van Wyk, Akani Simbine                  | ,150       |       | DNF   |

2. előfutam
| H  | Pálya | Nemzet                 | Versenyzők | Reakcióidő | E              | Mj    |
| -- | ----- | ---------------------- | --- | ---------- | -------------- | ----- |
| 1. | 4     | Kína (CHN)             | Tang Hszing-csiang (Tang Xingqiang), Hszie Csen-je (Xie Zhenye), Szu Ping-tien (Su Bingtian), Vu Cse-csiang (Wu Zhiqiang) | ,152       | 37,92 (37,916) | Q, SB |
| 2. | 9     | Kanada (CAN)           | Aaron Brown, Jerome Blake, Brendon Rodney, Andre De Grasse                                                                | ,177       | 37,92 (37,918) | Q, SB |
| 3. | 5     | Olaszország (ITA)      | Lorenzo Patta, Marcell Jacobs, Fausto Desalu, Filippo Tortu                                                               | ,170       | 37,95          | Q, NR |
| 4. | 6     | Németország (GER)      | Julian Reus, Joshua Hartmann, Deniz Almas, Lucas Ansah-Peprah                                                             | ,134       | 38,06          | q, SB |
| 5. | 8     | Ghána (GHA)            | Sean Safo-Antwi, Benjamin Azamati-Kwaku, Emmanuel Yeboah, Joseph Amoah                                                    | ,137       | 38,08          | q, NR |
| 6. | 3     | Egyesült Államok (USA) | Trayvon Bromell, Fred Kerley, Ronnie Baker, Cravon Gillespie                                                              | ,148       | 38,10          | SB    |
| 7. | 7     | Dánia (DEN)            | Simon Hansen, Tazana Kamanga-Dyrbak, Kojo Musah, Frederik Schou-Nielsen                                                   | ,143       | 38,16          | NR    |
|    | 2     | Törökország (TUR)      | Ertan Özkan, Jak Ali Harvey, Kayhan Özer, Ramil Guliyev                                                                   | ,146       |                | DQ    |

### Döntő
| H     | Pálya | Nemzet               | Versenyzők | Reakcióidő | E     | Mj     |
| ----- | ----- | -------------------- | --- | ---------- | ----- | ------ |
| Arany | 8     | Olaszország (ITA)    | Lorenzo Patta, Marcell Jacobs, Fausto Desalu, Filippo Tortu                                                               | 0,154      | 37,50 | WL, NR |
| Ezüst | 4     | Kanada (CAN)         | Aaron Brown, Jerome Blake, Brendon Rodney, Andre De Grasse                                                                | 0,148      | 37,70 | SB     |
| Bronz | 7     | Kína (CHN)           | Tang Hszing-csiang (Tang Xingqiang), Hszie Csen-je (Xie Zhenye), Szu Ping-tien (Su Bingtian), Vu Cse-csiang (Wu Zhiqiang) | 0,153      | 37,79 | =NR    |
| 4.    | 5     | Jamaica (JAM)        | Jevaughn Minzie, Julian Forte, Yohan Blake, Oblique Seville                                                               | 0,158      | 37,84 |        |
| 5.    | 3     | Németország (GER)    | Julian Reus, Joshua Hartmann, Deniz Almas, Lucas Ansah-Peprah                                                             | 0,136      | 38,12 |        |
|       | 9     | Japán (JPN)          | Tada Suhei, Jamagata Rjóta, Kirjú Josihide, Koike Juki                                                                    | 0,139      |       | DNF    |
|       | 2     | Ghána (GHA)          | Sean Safo-Antwi, Benjamin Azamati-Kwaku, Emmanuel Yeboah, Joseph Amoah                                                    | 0,160      |       | DQ     |
|       | 6     | Nagy-Britannia (GBR) | Chijindu Ujah, Zharnel Hughes, Richard Kilty, Nethaneel Mitchell-Blake                                                    | 0,141      | 37,51 | DQ     |